# 今井みはる
今井 みはる（いまい みはる、1982年 - ）は日本のギャラリスト、アートコーディネーター。

## 経歴
広島県東広島市出身。2005年広島市立大学芸術学部卒業。2007年広島市立大学大学院芸術学研究科博士前期課程修了。設立当初よりアートギャラリーミヤウチ学芸員。
2011年より旧広島市民球場跡地委員会委員 、翌年2012年より、広島市立大学芸術学部非常勤講師を務める。
「ART SUPPORT CENTERひゅるる」専門家協力委員に就任。アートの都市展開と展示方法が専門。
2021年にコロナ禍の影響から、「ネットでアート」で楽しめる対話型鑑賞会を企画。2023年8月には、美術家・黒田大スケと共にアートスペースについて講演。